# Tanorus desidiosus
Tanorus desidiosus är en nattsländeart som beskrevs av Schmid 1989. Tanorus desidiosus ingår i släktet Tanorus och familjen Hydrobiosidae. Inga underarter finns listade i Catalogue of Life.